# Asura pudibonda
Asura pudibonda är en fjärilsart som beskrevs av Pieter Cornelius Tobias Snellen 1880. Asura pudibonda ingår i släktet Asura och familjen björnspinnare. Inga underarter finns listade i Catalogue of Life.